# Alessandro Micai
Alessandro Micai (Quistello, Italia, 24 de julio de 1993) es un futbolista italiano. Juega como portero y su equipo es el Cosenza de la Serie B de Italia.
Micai comenzó su carrera futbolística en las escuelas de formación del Mantova. Fue parte del equipo sub-20 del Varese que llegó a la final del Campionato Nazionale Primavera 2010-11, como jugador del Palermo, fue elegido mejor portero de la edición 2011-12. Hizo su debut profesional en la Lega Pro Prima Divisione mientras estaba cedido en Como en 2012. Después de pasar la temporada 2013-14 con el Südtirol de la Lega Pro, Micai se unió al Bari, para quien hizo su primera aparición en la Serie B al final de la temporada 2014-15 y se estableció en el once inicial en la segunda mitad de la temporada.

## Trayectoria

### Inicios
Micai nació en Quistello, cerca de Mantua, en 1993, y comenzó su carrera futbolística con el Mantova. Cuando tenía 15 años, jugó dos veces en el Campionato Nazionale Primavera para el equipo sub-20 de Mantova, pero cuando el club se retiró en 2010, Micai fue liberado. Pasó al Varese, donde volvió a jugar con el equipo Primavera. Entró en el equipo en la sexta jornada y mantuvo su lugar mientras el entrenador Devis Mangia llevó al equipo a las etapas finales de la competencia en el 2010-11. En una semifinal agitada, Varese entró en la prórroga con una desventaja de dos hombres, después de haber tenido dos jugadores expulsados durante el tiempo reglamentario, un tercer jugador expulsado faltando 23 minutos para el final y a pesar de tener solo ocho hombres contra los once de la Fiorentina, resistieron para llevar el partido a una tanda de penaltis que ganaron 7-6. En la final, estuvieron a 15 segundos de vencer a la Roma, solo para perder en la prórroga.
Al final de esa temporada, Mangia siguió al director técnico Sean Sogliano a Palermo para entrenar al equipo Primavera, y Micai lo siguió en una transferencia libre para jugar con él. Fue elegido mejor portero del Campeonato Primavera 2011-12, a pesar de haber sido expulsado por reaccionar de forma exagerada al primer gol del Inter en los cuartos de final cuando Palermo fue eliminado.

### Carrera Profesional
En medio del interés reportado por los equipos de la Serie B, Palermo cedió a Micai, de 19 años, al Como de la Lega Pro Prima Divisione (tercer nivel) para 2012-13. Mangia, entonces entrenador de la selección sub-21 de Italia, consideró que esta sería una temporada crítica para el jugador, en la que necesitaba sumar autocontrol a sus habilidades técnicas. Se perdió los primeros cuatro partidos de la temporada debido a la expulsión contra el Inter, y luego reemplazó a Filippo Perucchini en el once inicial para hacer su debut absoluto el 7 de octubre de 2012 en el empate 2-2 en casa ante el Lecce. Permaneció en el once inicial durante la primera mitad de la temporada, y Perucchini recuperó la posición para la segunda mitad, con Micai en el banquillo; Jugó 14 partidos en competición.
Para la temporada 2013-14, Südtirol de la Lega Pro adquirió los derechos de juego de Micai en un acuerdo de copropiedad con Palermo. Apareció en 18 partidos de liga y 2 en la Copa Italia, principalmente en la primera mitad de la temporada, luego de un incidente en un partido contra Reggiana cuando fue expulsado por hacer gestos provocativos a la multitud, perdió su lugar ante el experimentado Davide Facchin, recién llegado cedido por Pavía.
En julio de 2014, Mangia fue nombrado entrenador de la Serie B del club Bari. Más tarde ese mes, fichó a Micai como suplente de Enrico Guarna y Antonio Donnarumma. Aunque el mandato de Mangia duró solo unos meses, Micai permaneció e hizo su debut con el primer equipo en el penúltimo partido de la temporada en la victoria por 3-2 en casa ante el Brescia. Después de buenas actuaciones en ese y el siguiente partido, Bari tomó la opción de extender el contrato de Micai hasta 2017, y comenzó la nueva campaña como segundo portero detrás de Guarna. En febrero de 2016, Guarna fue expulsado al final de un partido contra Crotone, con el Bari por delante 2-1 pero habiendo utilizado a todos sus suplentes. El jugador Riccardo Maniero entró en la portería, pero no pudo evitar el penalti que siguió ni evitar el gol en el tiempo de descuento.
Guarna fue suspendido para el siguiente partido, por lo que Micai entró por el costado y detuvo un penalti en la primera parte cuando Bari aseguró el empate ante Avellino. Mantuvo su lugar, y la portería en cero, en el próximo partido, contra Latina, y continuó como titular durante el resto de la temporada, ya que Bari terminó quinto y se clasificó para los play-offs. En la ronda preliminar, se recuperaron de un 3-0 en contra de local ante Novara, octavo clasificado, para forzar la prórroga. Si el marcador seguía igualado, el equipo mejor clasificado accedería, pero aunque Novara tuvo un hombre expulsado y Micai produjo una triple parada para frustrar a Federico Casarini (dos veces) y Andrey Galabinov, este último marcó de cabeza a seis minutos del final y Bari fue eliminado.
El 2 de agosto de 2018, tras la quiebra del Bari, se unió al Salernitana de la Serie B por un contrato de 5 años.

## Estadísticas de carrera
| Club          | Temporada     | Liga                     | Liga  | Liga  | Coppa Italia | Coppa Italia | Otros | Otros | Total | Total |
| Club          | Temporada     | División                 | Part. | Goles | Part.        | Goles        | Part. | Goles | Part. | Goles |
| ------------- | ------------- | ------------------------ | ----- | ----- | ------------ | ------------ | ----- | ----- | ----- | ----- |
| Como          | 2012–13       | Lega Pro Prima Divisione | 14    | 0     | —            | —            | 2     | 0     | 16    | 0     |
| Südtirol      | 2013–14       | Lega Pro Prima Divisione | 18    | 0     | 2            | 0            | 0     | 0     | 20    | 0     |
| Bari          | 2014–15       | Serie B                  | 2     | 0     | 0            | 0            | —     | —     | 2     | 0     |
| Bari          | 2015–16       | Serie B                  | 17    | 0     | 0            | 0            | 1     | 0     | 18    | 0     |
| Bari          | 2016–17       | Serie B                  | 39    | 0     | 2            | 0            | —     | —     | 41    | 0     |
| Bari          | 2017–18       | Serie B                  | 41    | 0     | 2            | 0            | 1     | 0     | 44    | 0     |
| Bari          | Total         | Total                    | 99    | 0     | 4            | 0            | 2     | 0     | 105   | 0     |
| Total carrera | Total carrera | Total carrera            | 131   | 0     | 6            | 0            | 4     | 0     | 141   | 0     |

## Honores
Individual
- Mejor portero del Campionato Nazionale Primavera: 2011-12